# Centre Étienne-Desmarteau
Das Centre Étienne-Desmarteau (voller Name: Centre d’activités Étienne-Desmarteau) ist eine Mehrzweckhalle in der kanadischen Millionenstadt Montreal, im Südwesten der Provinz Québec.

## Geschichte
Der Bau begann 1973 und 1976 war der im Juni des Jahres eingeweihte Hallenkomplex, neben dem Forum de Montréal, Austragungsort der olympischen Basketballturniere der Frauen und Männer. Erstmals gab es ein Basketballturnier der Frauen bei Olympia. Sie trägt den Namen des Leichtathleten Étienne Desmarteau. Er gewann Gold bei den Olympischen Sommerspielen 1904 in St. Louis im Gewichtweitwurf. Er starb ein Jahr später im Alter von 32 Jahren in Montreal an Typhus.
Das Centre Étienne-Desmarteau besitzt zwei Eisflächen, zwei Sporthallen, einen Herz-Kreislauf-Trainingsraum und einen Multisportraum. Die große Halle bietet 2200 Plätze. Die kleine Halle verfügt über 600 Plätze. Der große Eisring trägt seit 2010 den Namen der Eishockeyspielerin Caroline Ouellette (* 1979). Die kleine Eisarena ist nach dem Eishockeyspieler Jean Trottier (* 1955) benannt. Beide sind in Montreal geboren.
Seit Ende der Olympischen Sommerspiele wird sie hauptsächlich als Eissporthalle genutzt. Die Ringette-Mannschaft Montréal Mission aus der National Ringette League (NRL) trägt ihre Heimspiele im Komplex aus. Früher nutzten auch die Montreal Juniors aus der Quebec Junior Hockey League (QJHL) und die Les Canadiennes de Montréal aus der Canadian Women’s Hockey League (CWHL) die Halle. Des Weiteren ist sie Austragungsort für Eishockey-Jugendturniere, wie der Coupe Dodge (englisch Dodge Cup). Der Club Rythmik Quebec (Rhythmische Sportgymnastik) ist als weiterer Nutzer in der Sporthalle im Obergeschoss des Zentrums ansässig.

## Galerie

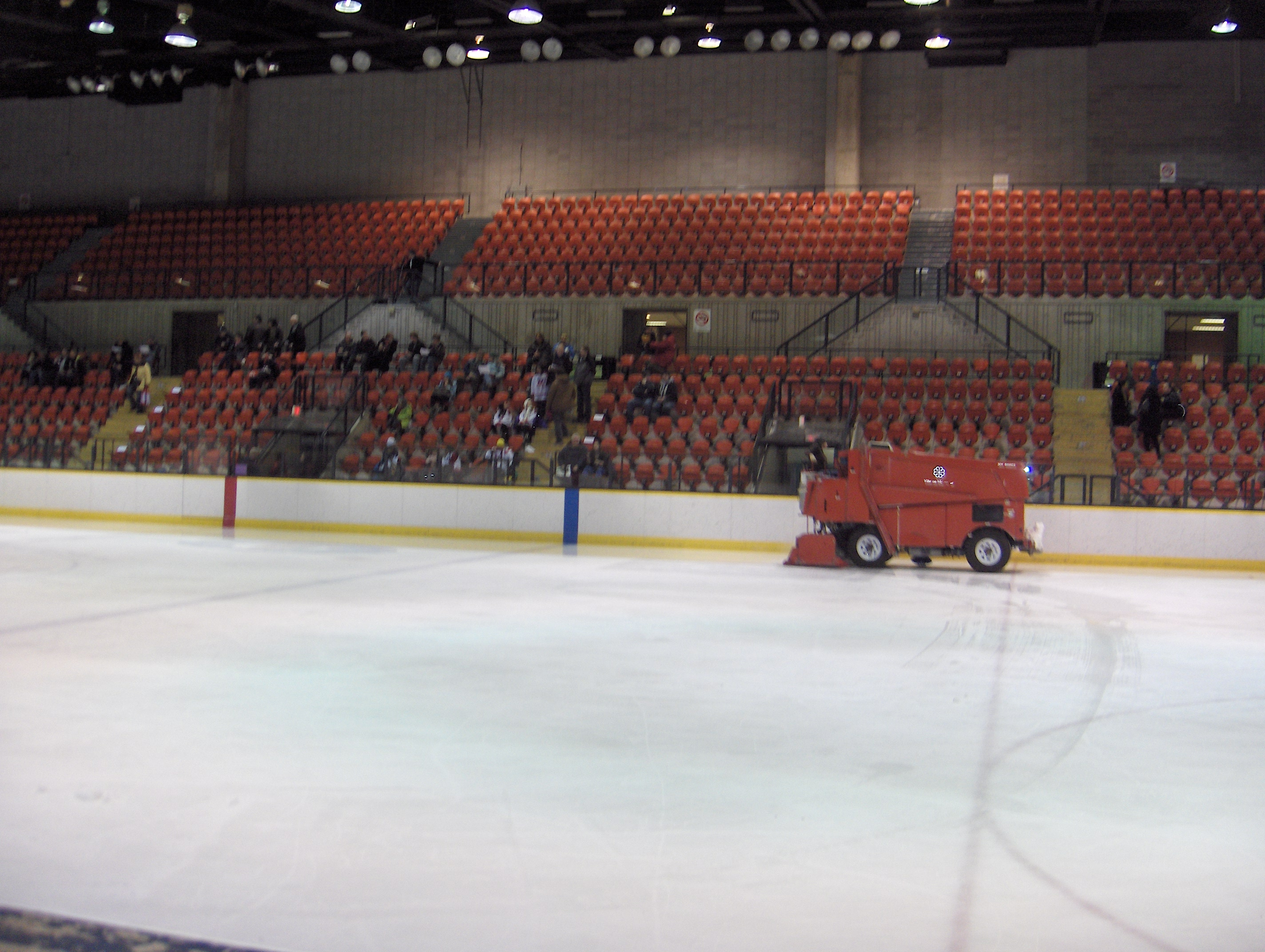
Patinoire Caroline Ouellette mit 2200 Plätzen (Januar 2010)
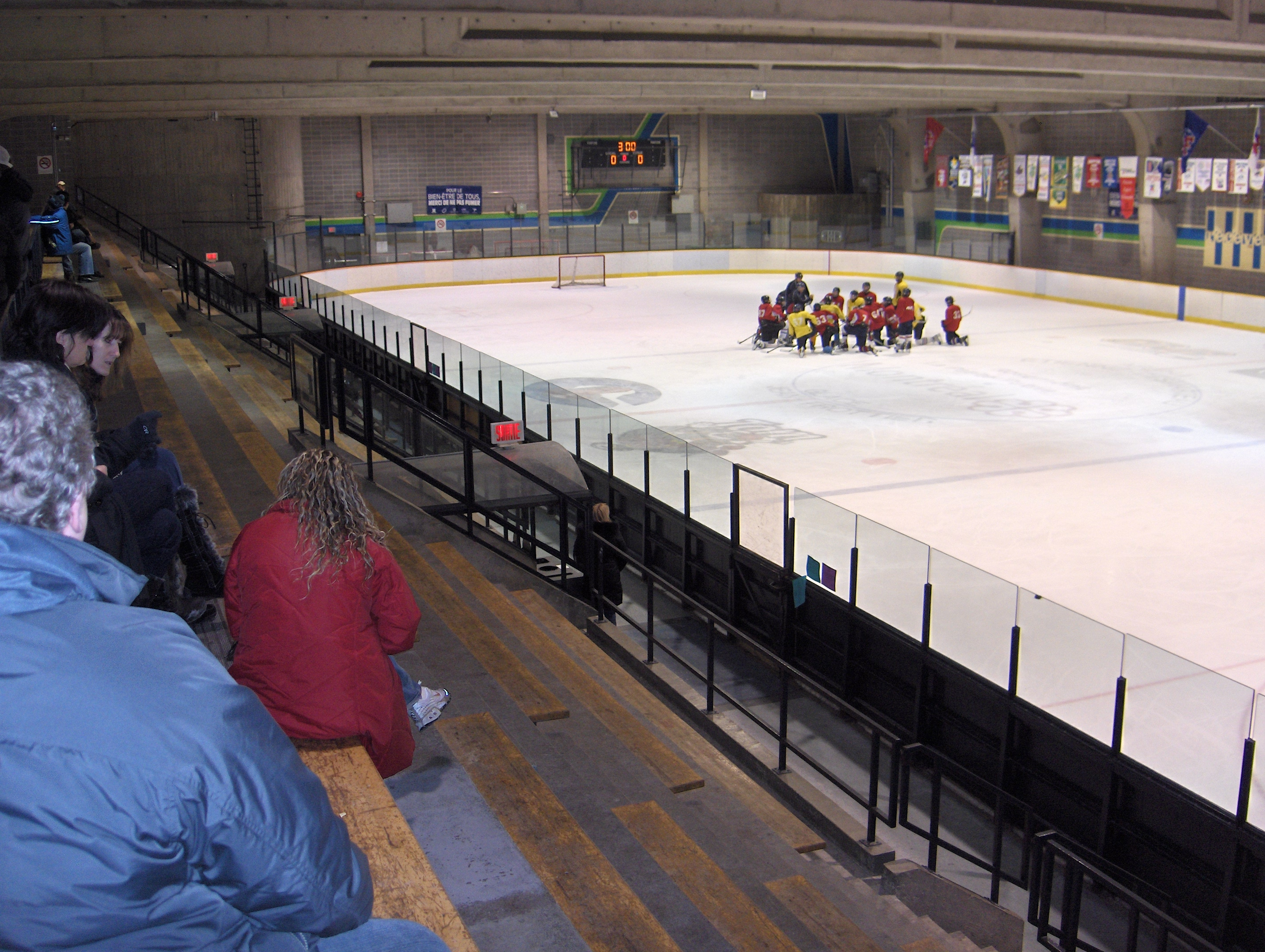
Ringette-Training im Patinoire Jean Trottier mit etwa 600 Plätzen (Januar 2010)